# Marília Atlético Clube
Maillots
Actualités
Dernière mise à jour : 17 avril 2020.
Le Marília Atlético Clube est un club brésilien de football basé à Marília dans l'État de São Paulo.

## Historique
- 1942 : fondation du club

## Palmarès
- Campeonato Paulista Série A2 : 1971 et 2002